# Slag bij Turnhout (1789)
De Slag bij Turnhout (27 oktober 1789) was de veldslag in Turnhout tegen het leger van de Oostenrijkse Nederlanden die de directe aanzet gaf tot de Brabantse Omwenteling en de (kortdurende) onafhankelijkheid van de Zuidelijke Nederlanden.

## Aanleiding
Keizer Jozef II van het Heilige Roomse Rijk voerde een doorgedreven hervormingspolitiek in de door hem beheerste gebieden. Zo legde hij onder andere zijn persoonlijke wil op betreffende interne aangelegenheden van de kerk en schroefde hij het aantal toegelaten kermissen drastisch terug. Bovendien vaardigde hij allerlei edicten uit die de rechtspraak en het bestuur hervormden met als doel een versterking van de staatsmacht. Deze eerste wetten werden vooral door het gewone volk en de Kerk met weerzin onthaald, terwijl de bestuurlijke hervormingen door de burgerij beschouwd werden als een aanval op de democratie en hun burgerrechten. Deze reacties sloten bij elkaar aan en veroorzaakten een algemene opstand tegen het Oostenrijks gezag. Brabant weigerde nog belastingen te betalen; als reactie hierop schortte de keizer alle verleende privileges aan het hertogdom op. We schrijven januari 1789.
In mei van dat jaar werd het geheime genootschap Pro aris et focis opgericht. De Brabanders organiseerden zich in het Comité van Breda en verzamelden een leger onder leiding van Jan Andries vander Mersch. Het leger trok eerst - zonder op al te veel verzet te stuiten - Hoogstraten binnen, waar Hendrik van der Noot op 24 oktober het Manifest van het Brabantse Volk publiceerde. Hierin verklaarde hij de aanval van de Zuidelijke Nederlanden als een reactie op de meineed van de keizer, die zich niet aan de Blijde Inkomst had gehouden. Diezelfde dag trok Vander Mersch met enkele duizenden nauwelijks getrainde rekruten de Oostenrijkse Nederlanden binnen.

## De Veldslag

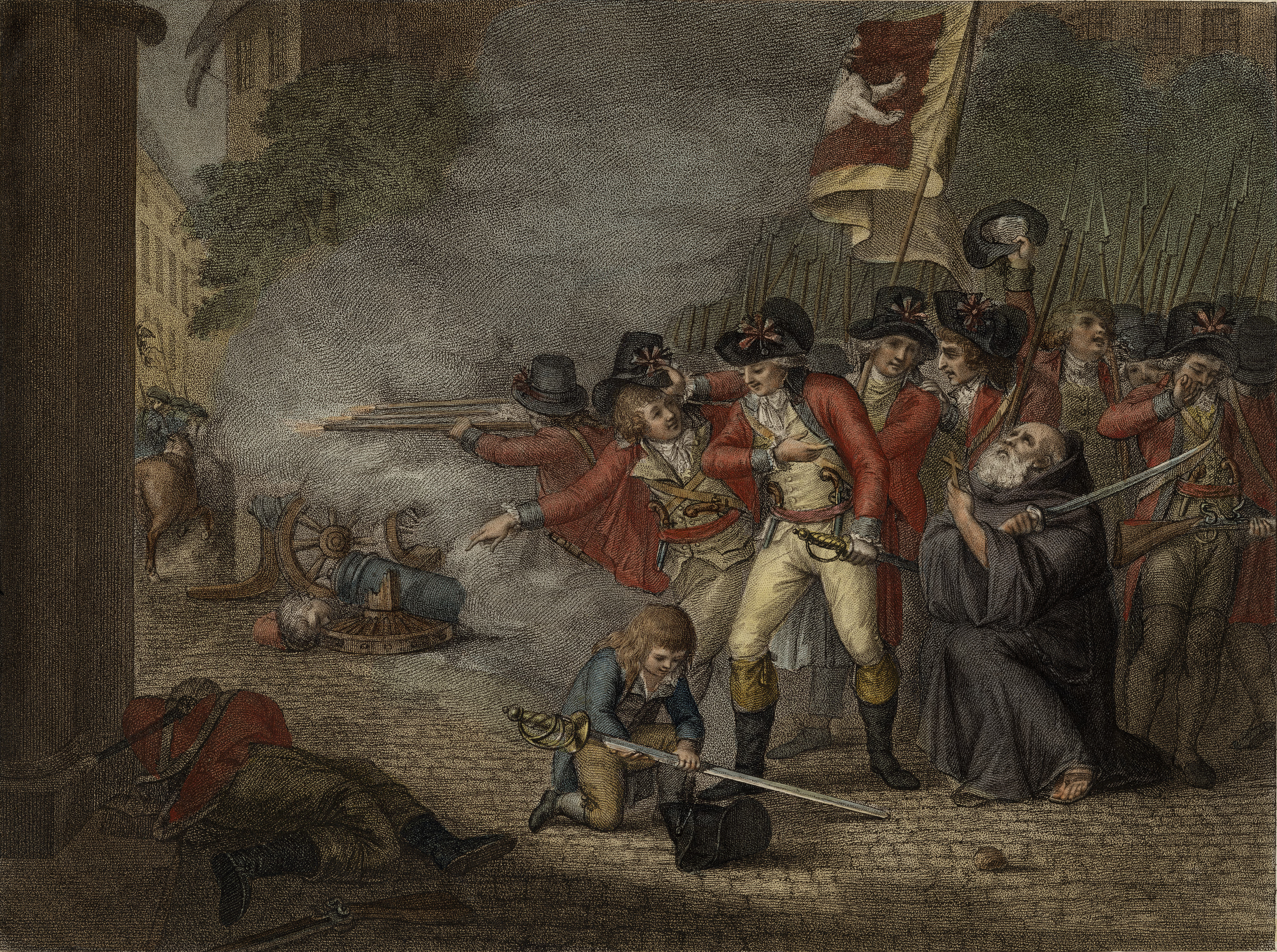
Prent over een jongen die tijdens de slag een dragonder doodde (Londen, 1790)

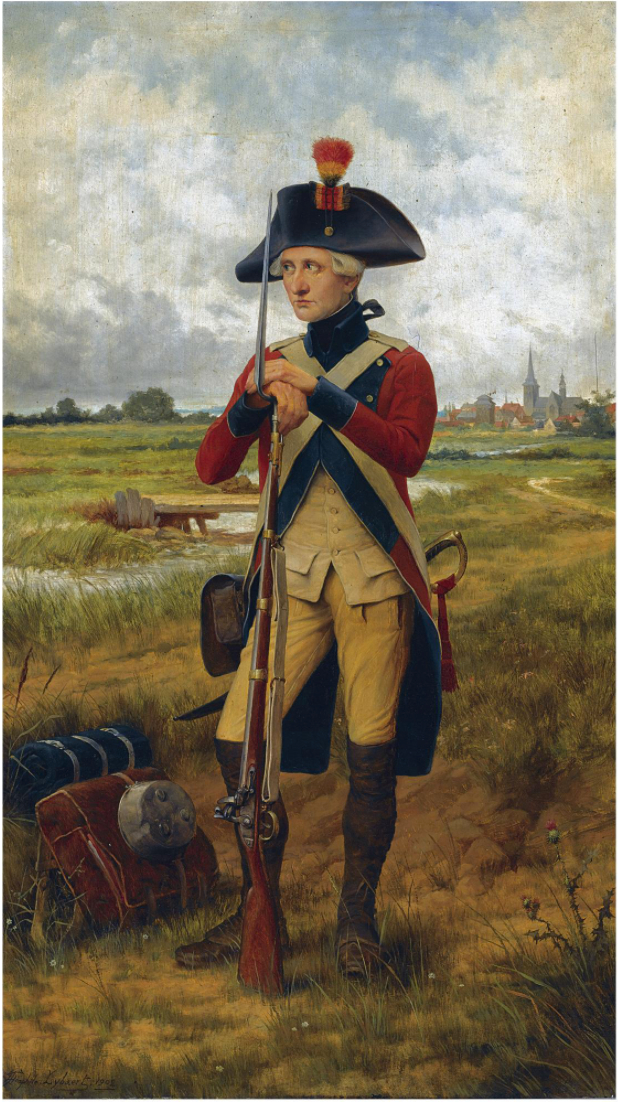
Een Antwerpse opstandeling

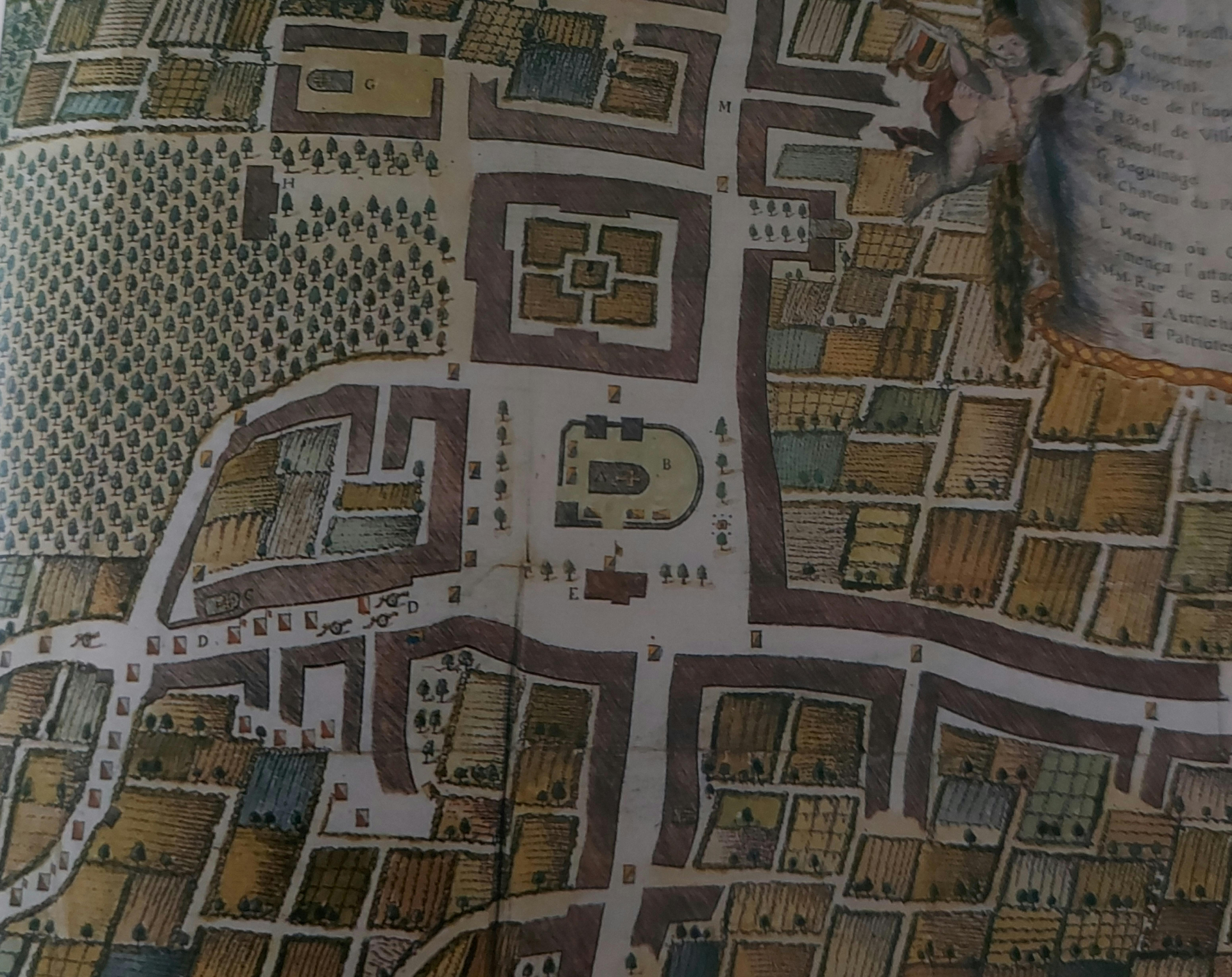

Vander Mersch wist dat zijn Brabanders in een slag op open terrein geen partij waren voor het reguliere leger en trok voorzichtig van stad tot stad, waarbij ze zich uiteindelijk in Turnhout verschansten, geholpen door de Westelse brouwerszoon Emmanuel Jozef van Gansen. De lokale bevolking was op hun hand en wierp barricades op met bomen, straatstenen en eigen meubilair. Het regeringsleger dat in de morgen van 27 oktober arriveerde onder generaal Gottfried von Schröder had een numeriek en kwalitatief overwicht, daar het als enige beschikte over dragonders, grenadiers en artillerie, zodat Schröder besliste om aan te vallen zonder te wachten op de twee colonnes gestuurd door Richard d'Alton. Vijf uur lang werd er gevochten in de straten. Sluipschutters vuurden op het keizerlijke leger en vanuit de ramen werden kasseien gegooid door opstandelingen en inwoners, vaak vrouwen. Zoals Vander Mersch had gehoopt wisten de Oostenrijkers zich niet te organiseren in de stad. Na Belgische tegenaanvallen op de flanken moesten de Oostenrijkers zich terug trekken.

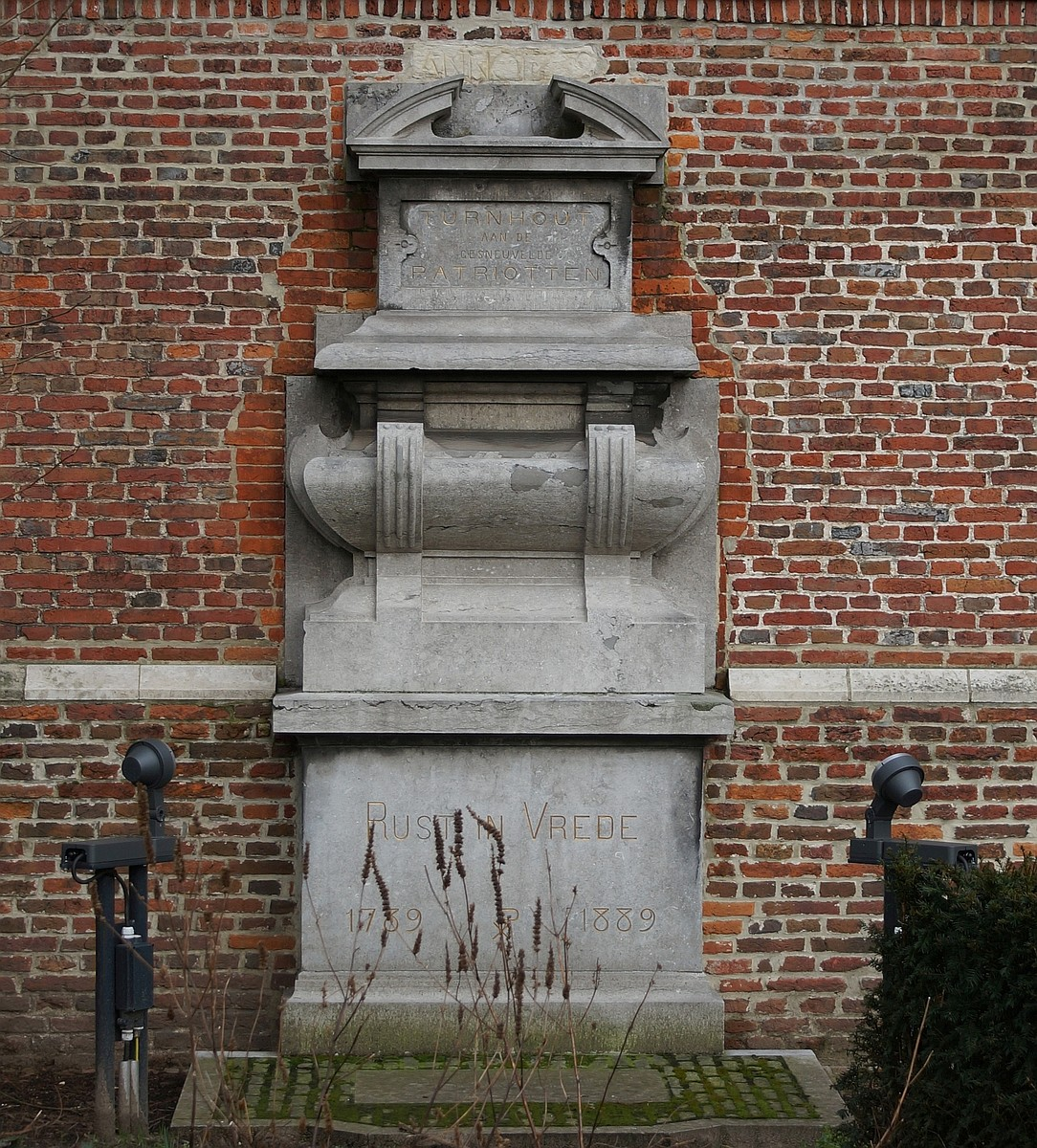
St-Pieterskerk (Turnhout): Gedenksteen uit 1889 voor de patriotten (1789)

## Gevolgen
Het nieuws van de overwinning in Turnhout verspreidde zich over de Zuidelijke Nederlanden en wakkerde het verzet aan. Hoewel Vander Mersch het niet aandurfde verder op te rukken door plattelandsgebied en zich in eerste instantie weer terugtrok naar Breda, kreeg de Brabantse Omwenteling toch haar beslag. De Brabanders veroverden achtereenvolgens Gent, Diest, Tienen en Brussel. In januari 1790 verklaarden de Verenigde Nederlandse Staten zich onafhankelijk. Vander Mersch trok zich terug in Frankrijk en Jozef van Gansen zou later de befaamde Boerenkrijg leiden.

## Herdenking
- Elk jaar wordt in Turnhout de veldslag herdacht met een schouwspel in de Gasthuisstraat, de plaats waar het hevigst gestreden werd.
- Een grafsteen van de hand van P. Brozius op de Grote Markt van Turnhout herinnert aan de deze slag. De steen dateert van 1889, ter gelegenheid van de viering van 100 jaar Slag bij Turnhout.
- Een beeld van "De Patriot" van Leo Van Herwegen werd in 1989 ingehuldigd ter gelegenheid van 200 jaar Slag bij Turnhout.[1]